# ベビログ
株式会社ベビログは、東京都中央区に本社を置く会社。
子どもの成長記録サービス「ベビログ」の運営をメイン事業とし、Eコマース事業、WEBプロモーション事業も手がける。